# Forever Female
Forever Female is een zwart-witfilm uit 1953, geregisseerd door Irving Rapper. De film met Ginger Rogers en William Holden won een Golden Globe in 1954.

## Verhaal
De recensies zijn binnen en een nieuw toneelstuk met Beatrice Page, geproduceerd door Harry Phillips, is een flop. De twee, al lang gescheiden maar nog steeds een team, hebben ze een nieuw project nodig en ontmoeten toneelschrijver Stanley Krown, die een stuk heeft geschreven met hoofdrollen voor een moeder en een 19-jarige dochter.
Beatrice wil de dochter spelen. Ze kan niet doorgaan voor 19, maar gelooft dat ze wel voor 29 kan doorgaan, dus wil ze het stuk herschreven hebben. Ze toont ook romantische belangstelling voor Stanley.
Een jonge actrice, die zichzelf eerst Sally Carver en vervolgens Peggy Pruitt noemt, wil een auditie. Stanley laat haar wat typen van zijn herschrijving, en een jaloerse Beatrice vindt een rol buiten de stad voor haar. Stanleys stuk wordt vertoond in Washington, D.C., en flopt. Sally, die zich nu Claudia Souvain noemt, probeert Stanley ervan te overtuigen dat Beatrice te oud is voor de rol.
Een voorstelling van het stuk in een klein stadje met Sally in de hoofdrol, nu onder haar echte naam Clara Mootz, overtuigt Stanley dat ze gelijk heeft. Beatrice geeft eindelijk toe dat het tijd is om haar leeftijd te acteren. Ze stemt ermee in de rol van de moeder op zich te nemen, en op Broadway is het stuk een groot succes.

## Rolverdeling
- Ginger Rogers als Beatrice Page
- William Holden als Stanley Krown
- Paul Douglas als E. Harry Phillips
- Pat Crowley als Clara Mootz/Sally Carver
- James Gleason als Eddie Woods
- Jesse White als Willie Wolfe
- Marjorie Rambeau als oudere actrice in de bar
- George Reeves als George Courtland
- King Donovan als toneelschrijver
- Vic Perrin als decorontwerper
- Russell Gaige als theatrale producent
- Marion Ross als Patty
- Richard Shannon als toneelmanager

## Productie
De film heette oorspronkelijk Rosalind en later Reaching for the Stars.
De rol van Clara was bedoeld voor Audrey Hepburn. Ze was echter niet beschikbaar en de producent en regisseur waren niet tevreden met andere meisjes onder contract bij Paramount. Ze zagen meer dan 500 acteurs in New York voordat ze zich vestigden op Pat Crowley, die haar filmdebuut maakte. Aan het eind van de film wordt een clip met Pat Crowley getoond met de bijschrift "Een toekomstige Paramount ster".
Rogers schreef later in haar memoires dat hoewel ze het script leuk vond, ze het gevoel had dat de studio "meer geld besteedde aan de publiciteit" van Crowley "dan aan de hele productie." Ze respecteerde haar co-sterren William Holden en Paul Douglas als acteurs, maar zei dat ze tijdens de lunch gingen drinken en een hechte groep vormden die haar uitsloot; "ze spraken nooit tegen mij, tenzij ik tegen hen sprak." Ze voegde eraan toe dat Rapper "niet mijn soort regisseur was. Zijn gedrag was koud en ongevoelig. Vanwege de houdingen op de set was ik ongelukkig dat ik ooit betrokken raakte bij deze film."
Julius Epstein zou de film gaan regisseren, maar probeerde wat tests met acteurs en trok zich vervolgens terug.